# Zaglyptomorpha attenuata
Zaglyptomorpha attenuata är en stekelart som beskrevs av Henry Lorenz Viereck 1913. Zaglyptomorpha attenuata ingår i släktet Zaglyptomorpha och familjen brokparasitsteklar. Inga underarter finns listade i Catalogue of Life.